# Rubus ursinus
Rubus ursinus o zarza de California o californianas es una especie de zarzamora o zarza pajarera conocida por los nombres comunes zarza pacífica o zarza de California. Es nativa del occidente de América del Norte.

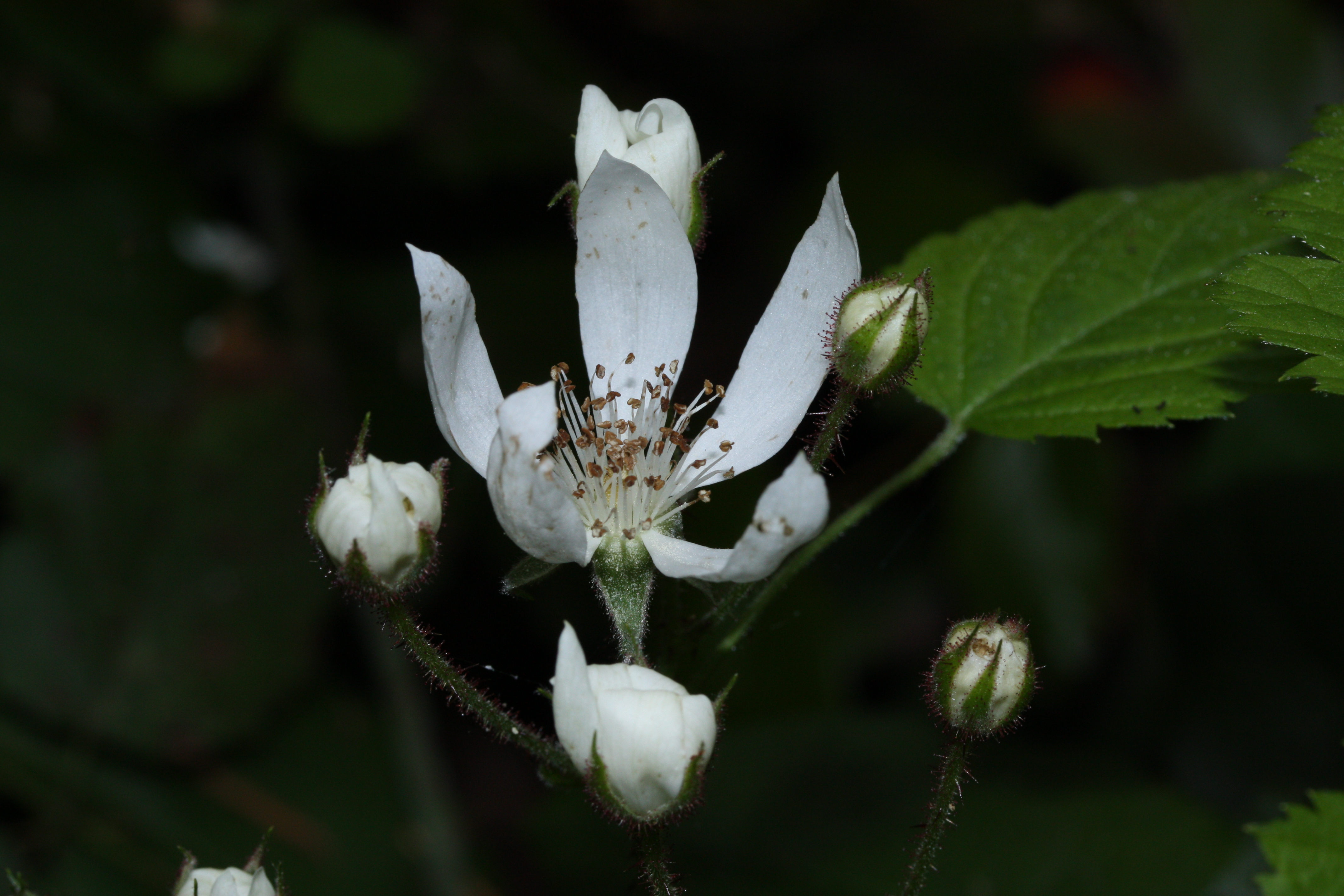
Flor

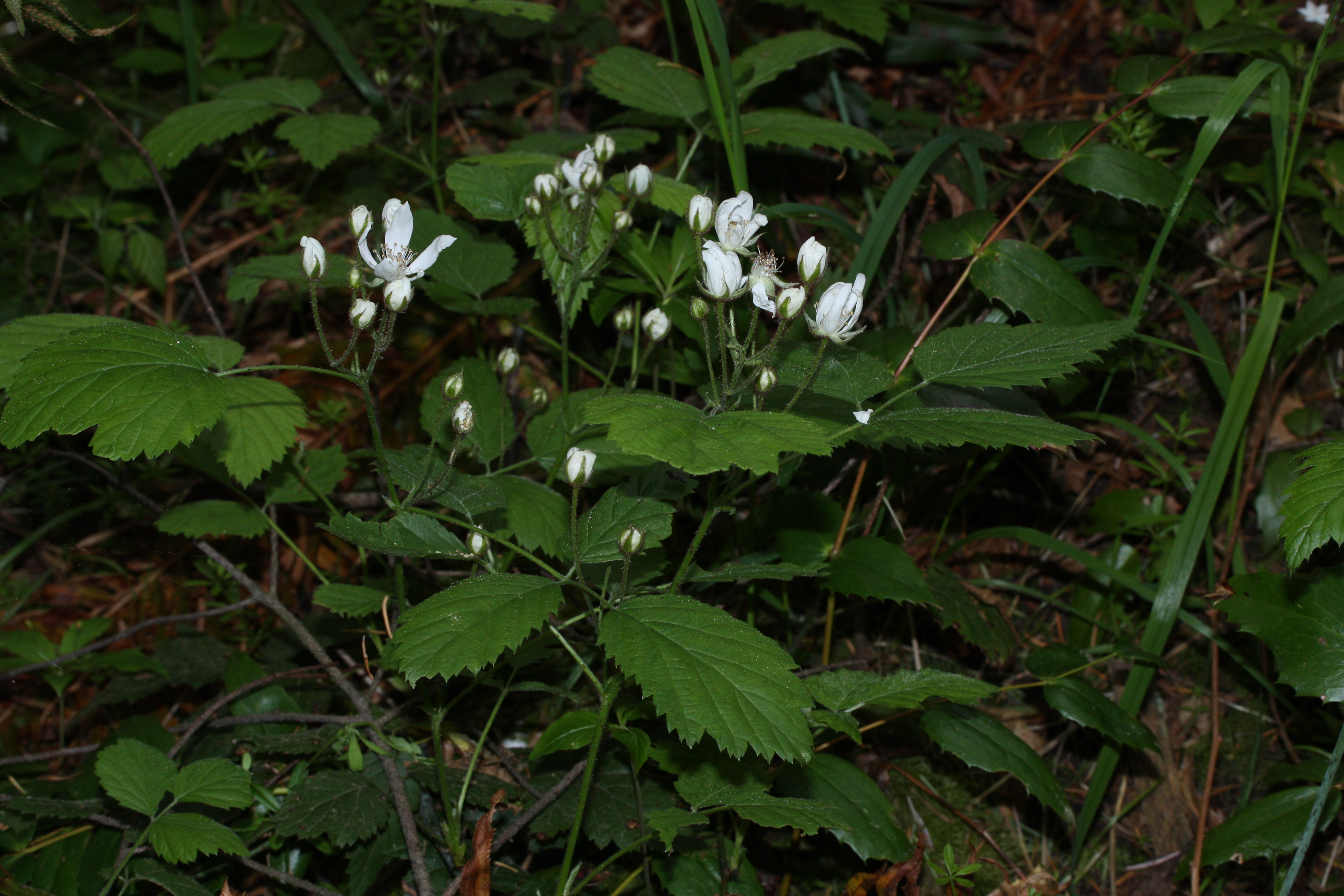
Vista de la planta

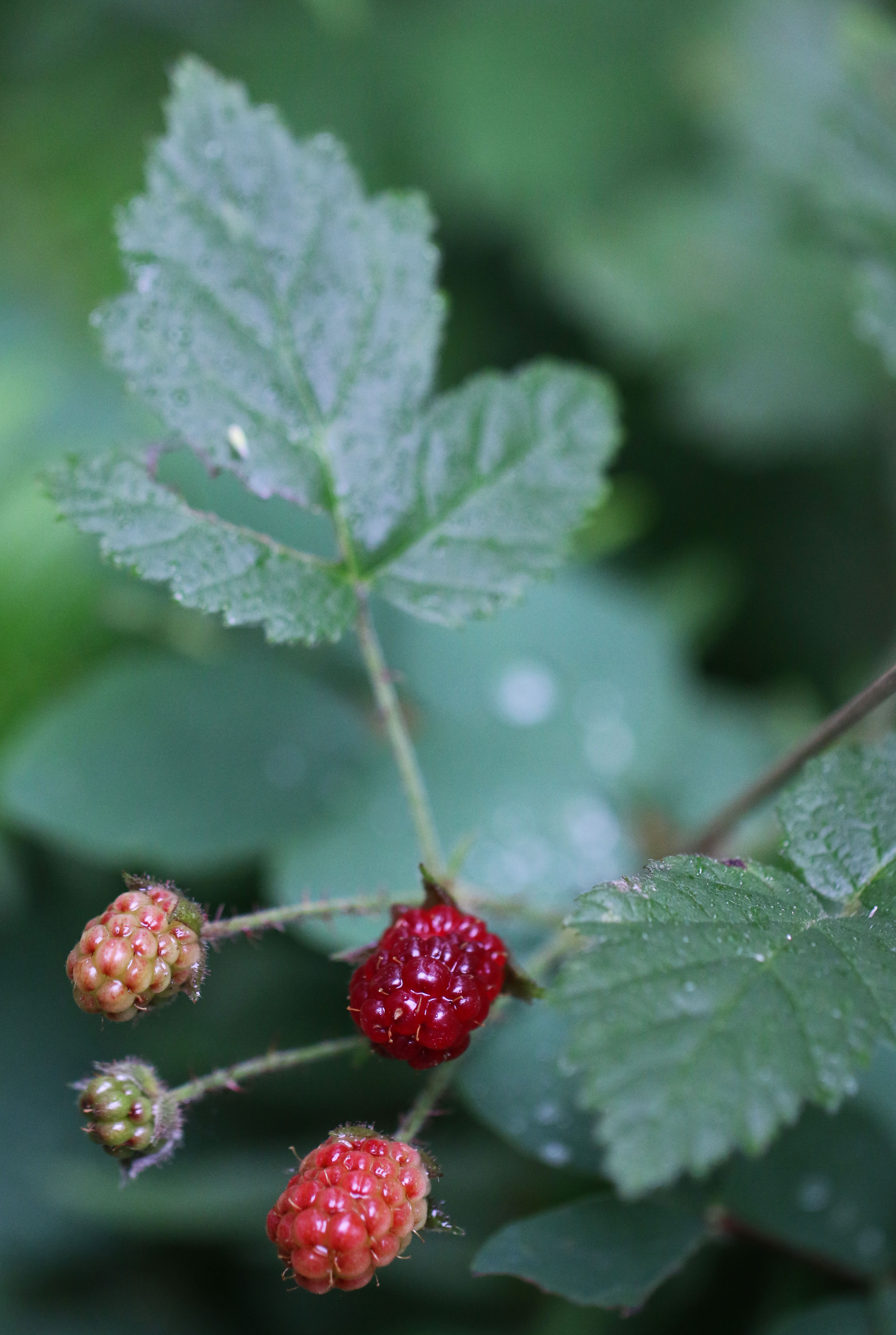
frutos

## Descripción
Es un arbusto que se dispersa ampliamente a través de ramas espinosas. Sus flores blancas se pueden distinguir entre las demás variedades de zarzas por sus pétalos delgados. La especie es dioica con plantas masculinas y femeninas.  Al igual que con otros Rubus , las cañas son típicamente vegetativas el primer año, y reproductivas en la segunda. Los dulces frutos son comestibles, muy aromáticos de color púrpura oscuro a negro y de hasta 2 centímetros de longitud.
Se necesitan cantidades constantes de humedad para establecer la fruta grande. En las zonas costeras del estado de Washington se les llama "pequeñas moras salvajes".  
Una planta seleccionada de esta especie llamada blackberry  'Aughinbaugh' fue uno de los padres de la frambuesa . La especie es también un antepasado de la mora , y el marionberry (también llamado el blackberry 'Marion'). 'Wild Tesoro', publicado por el USDA-ARS en 2010, es un híbrido entre una selección de R. ursinus y 'Waldo' (otra variedad que es un descendiente de segunda generación de 'Marion' que no tiene espinas); que tiene el tamaño de la fruta y el sabor de las especies silvestres, pero sin espinas, y el fruto es cosechable a máquina. 

## Taxonomía
Rubus ursinus fue descrita por Cham. & Schltdl. y publicado en Linnaea 2(1): 11–12. 1827.
Etimología
Ver: Rubus
ursinus: epíteto latíno que significa "de los osos"
Variedades
- Rubus ursinus subsp. macropetalus (Douglas ex Hook.) R.L.Taylor & MacBryde
- Rubus ursinus var. sirbenus (L.H.Bailey) J.T.Howell

Sinonimia
- Parmena menziesii (Hook.) Greene
- Rubus menziesii Hook.
- Rubus ursinus var. glabratus C.Presl
- Rubus ursinus var. menziesii (Hook.) Focke
- Rubus ursinus subsp. ursinus
- Rubus ursinus var. ursinus
- Rubus vitifolius subsp. ursinus (Cham. & Schltdl.) Abrams	[3]